# Albrecht Ehlers
Albrecht Ehlers (* 1957 in Köln) ist ein deutscher Manager und Rechtsanwalt und war von 2010 bis 2023 Kanzler der Technischen Universität Dortmund.

## Werdegang
Albrecht Ehlers studierte, nachdem er seinen Wehrdienst als Sportler an der Sportschule der Bundeswehr in Warendorf geleistet hatte, an der Westfälischen Wilhelms-Universität Münster Rechtswissenschaften und Volkswirtschaft und war während seiner Referendarzeit von 1984 bis 1987 wissenschaftlicher Mitarbeiter am Lehrstuhl für Handels-, Wirtschafts- und Unternehmensrecht von Peter Raisch an der FernUniversität Hagen. Ferner arbeitete er in dieser Zeit bei Juristische Lehrgänge Alpmann Schmidt als Repetitor in Münster und München. Von 1987 bis 2009 war er in unterschiedlichen Führungspositionen in der freien Wirtschaft tätig, unter anderem im Vorstand der Glunz AG (bis 2000) und als Generalbevollmächtigter und anschließend Mitglied des Vorstandes der Hochtief AG in Essen (2000–2009). 2010 trat er das Amt des Kanzlers der TU Dortmund an und wurde 2021 für eine dritte Amtszeit bis 2026 gewählt. Mit Erreichen der Altersgrenze trat er zum 1. Dezember 2023 in den Ruhestand.

## Funktionen
Albrecht Ehlers übte als Kanzler der TU Dortmund national und international verschiedene Funktionen im Wissenschaftsbereich aus. So war er Vorstandsmitglied des Centrums für Entrepreneurship & Transfer der TU Dortmund (2016–2023), Geschäftsführer der TU Concept GmbH (2018–2023) und Mitglied der Geschäftsführung der Erich-Brost-Institut für Journalismus in Europa gGmbH (2011–2023). Zudem war er Mitglied im Verwaltungsrat des Studierendenwerks Dortmund sowie Vorsitzender des Aufsichtsrats von PROvendis, der Patentvermarktungsagentur der Hochschulen in NRW (2016–2023). Von 2012 bis 2023 war er Vorsitzender des Board of Directors des Verbindungsbüros der Universitätsallianz Ruhr in New York. Seit 2018 ist er Mitglied des Internationalen Beirats der Texas A&M University, College Station.
Albrecht Ehlers ist darüber hinaus Mitglied in Aufsichtsräten und Beiräten privater und öffentlicher Unternehmen im In- und Ausland, u. a. ist er tätig als Aufsichtsratsvorsitzender der Sonae Arauco Deutschland AG, Non-Executive Independent Director bei Sonae Indústria SGPS SA, Vorsitzender des Beirats der DURABLE Hunke & Jochheim GmbH und Co KG und Verwaltungsratsvorsitzender (Arbeitgeber) der Salus BKK. Er engagiert sich zudem ehrenamtlich für die Stiftung Kinder-Schirm.

## Sonstiges
Albrecht Ehlers hat in seiner Schul- und Studentenzeit Leistungssport betrieben und beim USC Münster Volleyball in der ersten Bundesliga gespielt. 1976 und 1977 spielte er mit dem USC Münster um den Europapokal der Pokalsieger.